# Обект (философия)
Вижте пояснителната страница за други значения на Обект.
Обект във философията е технически термин, често използван в контраст на термина субект. Съзнанието е състояние на възприятието, което включва субекта, който никога не може да бъде поставен под съмнение, тъй като той единствен може да се съмнява, така че обектът или обектите могат да имат или да нямат реално съществуване без референция към субекта. Метафизичната рамка също се различава в зависимост дали се приема, че обектите съществуват независимо в техните характеристики и ако да, по какъв начин.
Прагматикът Чарлз С. Пърс дефинира широкото понятие за обекта като всичко за което можем да мислим или за което можем да говорим . В общ смисъл това е някаква единица или същност; пирамидите, Alpha Centauri, номер 7, вярата или липсата на вяра в предопределението и т.н.: а в стриктен смисъл се отнася до всяко определено съществуващо.
Философското определение на обекта се изяснява чрез субекта. Понятието субект се определя като „източник на познавателна активност“ . Обектът „противостои на субекта, който насочва своите практически и познавателни умения към него“. А предметът (на наука или научна област) изследва една или множество страни на обекта.